# Money Plane
Money Plane (conocida en español como Asalto aéreo o El avión del dinero) es una película de acción estadounidense de 2020 dirigida por Andrew Lawrence y protagonizada por Adam Copeland, Kelsey Grammer, Thomas Jane y Denise Richards. Fue lanzado a los servicios de video a pedido el 10 de julio de 2020 por Quiver Distribution.

## Argumento
Jack Reese, un ladrón profesional y exjugador, intenta robar el cuadro (ficticio) de Asger Jorn El pato perturbador de un museo de arte con la ayuda de su equipo formado por Isabella Voltaic, Trey Peterson e Iggy. Cuando Reese entra al museo, descubre que la pintura ya no está allí y que él y su equipo se han visto comprometidos. Se ven obligados a huir con las manos vacías.
Sin otras opciones, Jack va a enfrentarse al notorio líder mafioso Darius «The Rumble» Grouch en su casa, quien contrató a Reese y su equipo para el atraco en primer lugar. Ya endeudado con Darius antes del atraco fallido (y bajo la amenaza de dañar a su familia), Reese le acepta un trabajo más para saldar su deuda: colarse a bordo del «Money Plane», un casino aéreo que atiende a criminales de élite, para robar su reserva de criptomonedas y dinero en efectivo. La noche antes de embarcarse en el atraco, Reese le pide a su mejor amigo Harry Greer que vigile a su familia mientras él no está; Greer también se ofrece a investigar cómo se vio comprometido el atraco al museo.
Jack y Trey abordan el avión disfrazados de los traficantes de personas Monroe y McGillicuddy, mientras Isabella se hace pasar por una de las azafatas. Mientras el avión despega, el Conserje y el Contable dan la bienvenida a sus huéspedes, les explican las actividades y servicios a bordo y les informan sobre la postura de tolerancia cero del avión con respecto a las trampas. Después de varias manos de póquer Texas hold 'em, Jack deja a Trey en la sala de juego principal para someter a los pilotos y tomar el control del avión. Mientras Trey gana improbablemente una serie de juegos en el avión (incluida la ruleta rusa y las apuestas sobre el resultado de una pelea entre un hombre y una cobra), Jack establece contacto con Iggy, que está en tierra para facilitar la transferencia de la criptomoneda del avión, además de recibir llamadas de Darius, quien exige estar informado sobre la misión y le recuerda a Reese las consecuencias si el equipo falla.
Isabella se interrumpe para asegurar el dinero en la bóveda del avión, y se pelea con un guardia al que mata antes de que pueda descubrir su tapadera. Jack llama a Harry mientras está en el aire, quien le revela que la pintura que el equipo de Jack no pudo robar ya era propiedad de Darius y que están preparados para fracasar. Habiendo profundizado demasiado en el plan como para retroceder, Jack y la tripulación eligen continuar con el atraco mientras le piden a Harry que trabaje en una medida «a prueba de fallos» en el terreno.
Trey e Isabella trabajan para proteger la sala del servidor donde se almacena la criptomoneda, e Iggy establece un vínculo seguro entre él y el avión para comenzar a transferir la criptomoneda. Sin embargo, el equipo en el avión es atacado por dos de los invitados del Money Plane que se enteraron de sus acciones, e Iggy es emboscado por asesinos que se supone que están en la nómina de Grouch. Trey e Isabella logran luchar y matar a sus atacantes, mientras que Iggy es salvado por un dron con pistola pilotado por Harry. Sin embargo, los servidores resultaron dañados durante la pelea, lo que los obliga a descargar las criptomonedas en una unidad USB, que, si se usaba, alertaría al Money Plane sobre la violación.
Harry mata a tiros a un equipo de asesinos enviado a la casa de Jack, mientras que el equipo en el avión decide no quedarse con nada del dinero y en su lugar donarlo a causas caritativas en todo el mundo, con especial atención a los afectados por los invitados del Money Plane. Jack hace una última llamada a Darius, quien está enojado por la traición del equipo, pero se sorprende cuando Jack revela que ha reproducido un clip de Darius declarando su identidad y sus intenciones de robar el Money Plane a través de la radio del avión, sellando su destino. El equipo escapa del avión a través de una puerta de salida de emergencia mientras deja caer el dinero en efectivo, mientras que Money Plane envía asesinos a la casa de Darius para matarlo.
Tres meses después del atraco del Money Plane, dos trabajadores de un almacén en Estambul abren una caja de envío de pinturas y descubren que la obra de arte que hay dentro ha sido robada y reemplazada. De regreso a casa, se revela que Jack y su tripulación han robado El pato inquietante y que el precio ha aumentado hasta 60 millones de dólares, que Jack ha dividido en cinco partes entre él, su tripulación y Harry, asegurándose de que todos tengan suficiente dinero para jubilarse.

## Reparto
- Adam Copeland como Jack Reese.
- Kelsey Grammer como Darius Emanuel Grouch III, alias «The Rumble».
- Thomas Jane como Harry Greer.
- Denise Richards como Sarah.
- Katrina Norman como Isabella Voltaic.
- Patrick Lamont Jr. como Trey Peterson.
- Andrew Lawrence como Iggy.
- Joey Lawrence como el Conserje.
- Matthew Lawrence como el Vaquero.
- Al Sapienza como el Contable.

## Producción
Inspirándose en películas de atracos como Ocean's Eleven, películas de aviones como Con Air y sus experiencias en Las Vegas, los productores Switzer y Konney recurrieron a Andrew Lawrence. Lawrence propuso una película sobre un casino situado en un avión, que Switzer y Konney acordaron financiar después de que Lawrence escribiera un guion. Después de conseguir a Adam Copeland para el papel de Jack Reese, los productores eligieron a Thomas Jane como el mentor de Reese. Kelsey Grammer fue su primera elección de reparto para Darius Grouch, aunque no esperaban que aceptara el papel. Para su sorpresa, Grammer aceptó y luego dijo que el papel «parecía un personaje divertido».
La fotografía principal comenzó en octubre de 2019 y continuó hasta finales de diciembre. Después de que los planes de filmar en Rumania y Toronto resultaron inviables, la producción se trasladó a Baton Rouge. El bajo presupuesto y el calendario apresurado del proyecto obligaron frecuentemente a Lawrence a improvisar y ajustar el rodaje en función de los decorados disponibles: «Estábamos literalmente construyendo el decorado del avión mientras rodábamos ... Elegimos las esquinas del set que se construyeron y filmamos en esas esquinas. Tuvimos que hacer eso todo el tiempo», dijo. Después de la posproducción a principios de año, la película se estrenó en julio de 2020.

## Recepción
Money Plane recibió una recepción crítica general negativa. La película tiene a 23% en Rotten Tomatoes, según 13 reseñas con una calificación promedio de 3.6/10. The Daily Beast describió Money Plane como «la película más tonta de 2020». Action Elite le dio a la película 2,5 estrellas de 5 y la calificó como «el tipo de película que probablemente será olvidada en cuestión de semanas». Una reseña de Decider decía que era «lo mejor y lo peor que puede ser una mala experiencia cinematográfica».